# Леонюк Хома Якимович
Хома Якимович (Фома Акимович) Леонюк (1892 , Копили, Брестський повіт, Гродненська губернія, Російська імперія  — 1 січня 1967 , Москва ) — діяч ЧК — ДПУ — НКВС — МВС СРСР. Один з організаторів Голодомору.
У 1920-х роках в анкетах вписував національність українець, в 1930-х — росіянин. Батько — українець, мати — росіянка[джерело?].
Дружина — Любов Марківна, працівниця НКВС.
Протягом 1904–1907 років закінчив три класи церковно-приходської школи. В 1907–1909, 1912–1913 працював у господарстві батька. В 1909–1911 рр. на заготілі лісу в Біловезькій пущі. В 1911–1912 рр. працював ковалем у наймах.
У 1913–1918 — служба в армії. З кінця 1913 — рядовий конвойної команди 3-го стрілецького полку. В 1914 — рядовий 152 Білозерського піхотного полку. 1915 — важко поранений у голову. Перебував в евакуаційному шпиталі № 10. 1916 — санітар і писар евакуаційного шпиталю № 10. 1917 — писар Управління санітарної частини Західного фронту (м. Мінськ).
Член РСДРП(б) з 1917 року. 3.11.1917 — 18.02.1818 — секретар юстиції Західної області.

## Посади в органах державної безпеки
З 24 березня 1918 — помічник завідувача відділу юстиції Західної області, слідчий революційного трибуналу Оршанського повіту Могилевської губернії.
15.04.1918 — товариш голови Оршанської повітової ЧК.
6.08.1918 — член колегії і секретар Оршанської повітової ЧК.
15.10.1918 — голова Оршанської повітової ЧК.
1.03.1919 — помічник завідувача ОВ Могилевської губернської ЧК.
15.04.1919 — голова Гомельської губернської ЧК.
24.02.1920 — член колегії і заступник голови Катеринославської губернської ЧК.
Вересень 1921 — заступник голови Миколаївської губернської ЧК.
30.10.1921 — голова Єлизаветградської повітової ЧК.
6.05.1922 — заступник, виконувач обов'язків, голова Миколаївського губернського відділу ДПУ.
Листопад 1922 — голова Миколаївського окружного відділу ДПУ.
6.02.1923 — голова Волинського губернського відділу ДПУ.
31.08.1923 — в резерві і одночасно на курсах при ЦК КП(б)У ім. Артема.
25.04.1924 — голова Донецького губернського відділу ДПУ.
15.07.1925 — голова Артемівського окружного відділу ДПУ.
21.07.1928 — голова Дніпропетровського окружного відділу ДПУ.
5.09.1930 — голова 4-го (Дніпропетровського) сектору ДПУ УРСР.
1.10.1930 — голова Дніпропетровського оперсектору ДПУ.
18.09.1931 — голова секретно-оперативного управління ДПУ при РНК Української РСР.
22.04.1932 — 2-й заступник голови ДПУ при РНК Української РСР.
22.02.1933 — голова Одеського обласного відділу ДПУ.
15.01.1934 — 20.03.1935 — голова Управління НКВС по Одеській області.
20.03.1935 — 9.01.1937 — голова Управління НКВС Куйбишевського краю.
10.06.1935 — 09.01.1937 — голова ОВ Державного управління Державної безпеки НКВС Приволзького ВО.
9.01.1937 — відкликаний у розпорядження НКВС СРСР.
15.04.1937 — 13.09.1937 — голова Управління НКВС Красноярського краю. Очолював судову трійку, яка, в рамках ліміту з «першої категорії», 23 серпня 1937 року винесла смертний вирок 135 особам зі 160 звинувачених (за 58 статтею Кримінального кодексу РРФСР).
13.09.1937 — відряджений в розпорядження ОК НКВС СРСР.
з 11.10.1937 — помічник голови ГУЛАГу НКВС СРСР.
з 16.04.1938 — заступник голови ГУЛАГу.
26.04.1939 — голова Управління виправно-трудового табору і будівництва № 211. Відповідальний за будівництво автомагістралі Ємільчине — Могилів-Подільський.
23.08.1941 — голова 31-го польового будівництва 2-го Північно-Західного управління оборонних робіт НКВС СРСР (м.Осташків, Волховський фронт)
Листопад 1941 — голова 12 управління оборонного будівництва РСЧА (м. Чебоксари)
11.03.1942 — голова 2-го Управління оборонного будівництва ДУОБ НКО СРСР (Калінінський фронт).
9.04.1942 — голова 21-го Управління оборонного будівництва ДУОБ НКО СРСР (Калінінський фронт)
21.06.1943 — голова Відділу по боротьбі з дитячою безпритульністю і бездоглядністю СРСР.
07.10.1950 — заступник голови Відділу по боротьбі з дитячою безпритульністю і бездоглядністю МВС СРСР.
24.07.1953 — заступник голови Управління дитячих колоній ГУЛАГ МВС СРСР.
21.04.1954 — заступник голови відділу дитячих трудових виховних колоній МВС СРСР.
06.06.1957 — відряджений у розпорядження УК МВС СРСР.
24.06.1957 — звільнений у запас (за фактами дискредитації звання).

## Звання
29.11.1935 — майор державної безпеки.
02.07.1943 — комісар державної безпеки.
09.07.1945 — генерал-майор
30.07.1957 — рішенням Ради Міністрів СРСР № 920 позбавлений звання за порушення соціалістичної законності.
2010 — Службою безпеки України внесений до Списку організаторів Голодомору.